# Mikael Sundlöv
Michael Sundlöv (* 5. srpna 1965 v Gävle, Švédsko) je bývalý švédský hokejový brankář.

## Reprezentace
Jako náhradní brankář se zúčastnil mistrovství světa 1993 ve Finsku, ze kterého vlastní stříbrnou medaili. Je také olympijským vítězem z her v Lillehameru 1994, ale ani na tomto turnaji nechytal.
Statistika na velkých mezinárodních turnajích
| Rok  | Tým     | Událost | Z | Min. | IG | Pr.  | %   | ČK |
| ---- | ------- | ------- | - | ---- | -- | ---- | --- | -- |
| 1993 | Švédsko | MS      | 0 | 0    | 0  | 0.00 | 0.0 | 0  |
| 1994 | Švédsko | OH      | 0 | 0    | 0  | 0.00 | 0.0 | 0  |

## Kariéra
Ze svého mateřského klubu Skutskärs SK přešel v roce 1987 do klubu Elitserien Brynäs IF. V tomto klubu strávil dvanáct let a ve své nejúspěšnější sezoně 1992/93 získal ligový titul a byl zařazen do ligového All star týmu. Závěr své kariéry – 1999–2001 – strávil zpět v druholigovém Skutskärs SK.
V letech 2004–14 byl generální manažer Brynäs. Momentálně je na stejné pozici v celku Karlskrona HK. Také rok pracoval jako skaut klubu NHL Winnipeg Jets.